# Serbien und Montenegro
Serbien und Montenegro (serbisch Србија и Црна Гора/Srbija i Crna Gora), auch genannt Serbien-Montenegro oder Serbien/Montenegro, war ein Bundesstaat in Südosteuropa. Er existierte unter diesem amtlichen Namen vom 4. Februar 2003 bis zum 3. Juni 2006, bestand aus den Teilstaaten Serbien und Montenegro und löste damit die seit dem 27. April 1992 bestehende, territorial und staatsrechtlich identische Bundesrepublik Jugoslawien ab. Diese war der größte Nachfolgestaat der in den Jugoslawienkriegen der 1990er Jahre zerfallenen Sozialistischen Föderativen Republik Jugoslawien und wurde zu ihrer Zeit in der internationalen Öffentlichkeit auch Restjugoslawien genannt. Rechtsnachfolger von Serbien und Montenegro ist die Republik Serbien, die auch die seit 2000 bestehende UN-Mitgliedschaft fortführt. Anfang Juni 2006 erklärte sich Montenegro nach einem Referendum für unabhängig.
Die administrative und militärische Kontrolle des im Süden an der Grenze zu Albanien und Mazedonien liegenden Kosovo lag seit dem Ende des Kosovokrieges im Juni 1999 bei den Vereinten Nationen bzw. der KFOR.

## Geschichte
Im Jahre 1992 bildeten die Republiken Serbien und Montenegro die „Bundesrepublik Jugoslawien“ (Savezna Republika Jugoslavija), auch Föderative Republik Jugoslawien (FRJ oder FRY) und Rest-Jugoslawien genannt. Diese wurde am 4. Februar 2003 in den Staatenbund Serbien und Montenegro (Srbija i Crna Gora) umgewandelt.

### Bundesrepublik Jugoslawien
Am 27. April 1992 wurde aus den Teilrepubliken Serbien und Montenegro die Bundesrepublik Jugoslawien gegründet. Eine neue Verfassung wurde zuvor mit 73 Stimmen gegen eine Gegenstimme und drei Enthaltungen von den verbliebenen Abgeordneten des Bundesparlaments der SFRJ verabschiedet, die Kosovo-Albaner boykottierten die Abstimmung über die neue Verfassung und die Proklamation der BR Jugoslawien. In der Nacht vom 23. auf den 24. April 1992 wurde die neue Verfassung von den Parlamenten Serbiens und Montenegros gebilligt. In einer Volksabstimmung am 1. März 1992 stimmten in Montenegro bei einer Wahlbeteiligung von 65 % rund zwei Drittel für die neue Bundesrepublik Jugoslawien. Der Staatspräsident der Bundesrepublik Jugoslawien wurde von beiden Kammern des Bundesparlaments, der Bundesversammlung, auf 4 Jahre gewählt, eine Wiederwahl war zulässig. Die Bürger wählten die erste Kammer, die Kammer der Bürger, während sich die zweite Kammer, die Kammer der Republiken, aus von den Parlamenten der beiden Teilrepubliken entsandten Abgeordneten zusammensetzte. Der Staatspräsident durfte das Bundesparlament auflösen. Der Ministerpräsident als Regierungschef wurde vom Staatspräsidenten mit der Regierungsbildung beauftragt und das Parlament musste ihm das Vertrauen aussprechen. Minister- und Staatspräsident durften dabei nicht aus derselben Republik kommen. Die Rechtsprechung lag bei einem Verfassungsgericht, einem Obersten Gerichtshof und den Gerichten der Republiken. Die bisherigen Organe der SFRJ nahmen bis zur Konstituierung der Organe der Bundesrepublik Jugoslawien ihre Funktionen weiterhin war. Am 4. Mai stellte das jugoslawische Staatspräsidium fest, dass die Angelegenheiten der Jugoslawischen Volksarmee in Bosnien und Herzegowina nicht mehr in die Zuständigkeit der jugoslawischen Behörden fielen.
Am 31. Mai siegte die Sozialistische Partei des serbischen Präsidenten Milošević bei der Wahl zum jugoslawischen Bundesparlament und erhielt die absolute Mehrheit. Die Oppositionsparteien Serbische Erneuerungsbewegung (SPO) von Vuk Drašković und Demokratische Partei (DS) boykottierten die Wahlen. Die nationalistische Serbische Radikale Partei (SRS) von Vojislav Šešelj wurde in Serbien mit 28 % zweitstärkste Kraft und kam in Montenegro auf 10 %; eine neuformierte kommunistische Partei kam in Montenegro auf etwa 10 %. Die Kosovo-Albaner boykottierten die Parlamentswahlen. Es fanden auch Kommunalwahlen in der BR Jugoslawien statt. Wahlbeobachter der KSZE stellten fest, dass die Bedingungen für freie und faire Wahlen nicht erfüllt waren. Nach der Konstituierung beider Parlamentskammern wählte das Parlament am 15. Juni Dobrica Ćosić zum Staatspräsidenten. Der parteilose Milan Panić wurde am 1. Juli zum Ministerpräsidenten ernannt und bildete eine Regierung der Sozialisten. Der serbische Präsident Milošević blieb jedoch der mächtigste Mann in der BR Jugoslawien. In einem Referendum in den mehrheitlich serbischen Gebieten Kroatiens und Bosniens stimmte im Juni 1992 die Mehrheit für den Verbleib bei Restjugoslawien; die bosnischen Serben riefen unter ihrem Führer Radovan Karadžić die Republika Srpska aus. Milošević und die jugoslawische Regierung unterstützten die Serben in Kroatien und in Bosnien-Herzegowina.
Am 1. Juli wurde der neue Dinar eingeführt, der 10 alten Dinar entsprach und an den US-Dollar gekoppelt wurde. Im Mai 1992 wählten die Kosovo-Albaner bei autonom organisierten Präsidentschafts- und Parlamentswahlen Ibrahim Rugova von der Demokratischen Liga des Kosovo (LDK) zum Präsidenten und die LDK zur stärksten Partei. Am 26. September 1991 stimmten 90 % der Kosovaren für die Unabhängigkeit des Kosovo. Die neue Führung der Kosovo-Albaner erkannte die BR Jugoslawien nicht an. Das Parlament der Kosovaren und die Regierung gingen nach Albanien ins Exil. Die LDK rief zum passiven Widerstand auf.
Die EG und die USA zogen im Mai ihre Botschafter aus Jugoslawien zurück und erkannten die Bundesrepublik Jugoslawien nicht als Rechtsnachfolger der Sozialistischen Föderativen Republik Jugoslawien an. Die EG beschloss am 27. Mai 1992 die Verhängung von Sanktionen gegen die BR Jugoslawien. Sie umfassten ein Handelsembargo, die Sperrung jugoslawischer Konten im Ausland mit der Unterbindung der meisten Überweisungen und die Aussetzung der wirtschaftlichen Zusammenarbeit und Gewährung von Exportkredithilfen. Der UN-Sicherheitsrat verabschiedete am 30. Mai die Resolution 757 zu schärferen Sanktionen gegen die BR Jugoslawien. Diese enthielten ein vollständiges Handelsembargo, ein Verbot von Öllieferungen und die Einstellung des Flugverkehrs in die BR Jugoslawien. Die jugoslawischen Auslandsguthaben wurden eingefroren und Finanztransaktionen unterbunden. Diese Resolution enthielt die Forderung an die BR Jugoslawien, früheren Resolutionen des UN-Sicherheitsrates nachzukommen, den Abzug der jugoslawischen Armee aus Bosnien-Herzegowina, die Entwaffnung jugoslawischer Soldaten, die in Bosnien-Herzegowina blieben, und die Beendigung der Zwangsumsiedlungen. Am 8. Juni gab der jugoslawische Generalstab den Abschluss des Abzuges der jugoslawischen Armee aus Bosnien-Herzegowina bekannt. Entgegen den Resolutionen blieben die Soldaten der jugoslawischen Armee aus Bosnien-Herzegowina und die Ausrüstung unter Kontrolle der serbischen Bosnier. Nach der Entscheidung des Internationalen Gerichtshofs wurde die BR Jugoslawien nicht direkt für den Krieg in Bosnien-Herzegowina verantwortlich gemacht, doch habe sie nichts unternommen, um den Krieg zu verhindern, und sei in diesem Sinne mitverantwortlich gewesen.
Der UN-Sicherheitsrat beschloss am 19. September 1992 mit der Resolution 777, dass die aus Serbien und Montenegro bestehende Bundesrepublik Jugoslawien (BRJ) nicht automatisch die Rechtsnachfolge der Sozialistischen Bundesrepublik Jugoslawien als Mitgliedsstaat der UNO antreten könne, sondern sich ebenso wie die anderen Nachfolgestaaten neu um eine Mitgliedschaft bewerben müsse. Die Vollversammlung der Vereinten Nationen in New York City bestätigte dies durch Mehrheitsbeschluss (Billigung von 127 Ländern bei 26 Enthaltungen und sechs Gegenstimmen). Die Bundesrepublik Jugoslawien dürfe deshalb den Sitz der Sozialistischen Bundesrepublik Jugoslawien in der UN-Vollversammlung nicht mehr wahrnehmen. Da die BRJ sich aber stets unbeirrt als völkerrechtlich identisch mit dieser angesehen hatte und sich weigerte, den konträren Beschluss zu akzeptieren, verlor sie ihren Sitz in der UN-Vollversammlung.
Am 20. Dezember 1992 fanden in der Bundesrepublik Jugoslawien vorgezogene Neuwahlen zur Kammer der Bürger sowie in den beiden Republiken Serbien und Montenegro Präsidentschafts- und Parlamentswahlen statt. Die Sozialistische Partei Serbiens blieb stärkste Partei, verlor jedoch die absolute Mehrheit, die Serbische Radikale Partei gewann stark dazu und wurde zweitstärkste Kraft. Die bürgerlichen Oppositionsparteien erhielten 40 Sitze. In beiden Teilrepubliken wurden die Sozialistischen Parteien bei den Parlamentswahlen bestätigt. Slobodan Milošević wurde im ersten Wahlgang gegen Milan Panić wiedergewählt, Momir Bulatović wurde als montenegrinischer Präsident bei der Stichwahl am 10. Januar 1993 wiedergewählt. Internationale Wahlbeobachter stellten Unregelmäßigkeiten bei den Wahlen fest.

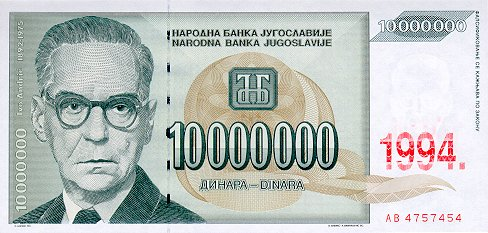
Inflation infolge des Wirtschaftsembargos: Ein 10-Millionen-Dinar-Schein von 1994

Die Sanktionen gegen Jugoslawien wurden ab 1. Januar 1993 überwacht. Sie führten zu einer schweren Wirtschaftskrise. Der jugoslawische Dinar verlor sehr stark an Wert und es kam zu einer galoppierenden Inflation. Die Arbeitslosigkeit stieg stark an. Russland und Rumänien lieferten trotz des Embargos Waffen an Restjugoslawien. Am 1. Januar 1993 wurden UN-Friedenstruppen an der Grenze zwischen Jugoslawien und Mazedonien stationiert. Nach der Konstituierung der Kammer der Bürger im Januar 1993 stürzte die Bundesversammlung mit großer Mehrheit den jugoslawischen Ministerpräsidenten Panić. Staatspräsident Dobrica Ćosić beauftragte den Montenegriner Radoje Kontić (DSP) am 9. Februar mit der Regierungsbildung. Am 2. März wurde Kontić von der Bundesversammlung zum Ministerpräsidenten gewählt und am 3. März 1993 sprachen beide Kammern der Bundesversammlung der neuen Minderheitsregierung das Vertrauen aus. Die Regierung wurde durch die SRS von Šešelj toleriert. Im Februar 1993 beschloss der UN-Sicherheitsrat in einer Resolution die Einrichtung eines UN-Kriegsverbrechertribunals für das ehemalige Jugoslawien. Im März 1993 erhob Bosnien und Herzegowina gegen die BR Jugoslawien Anklage vor dem Internationalen Gerichtshof in Den Haag.
Am 1. Juni 1993 beschloss das jugoslawische Parlament auf Antrag der SRS und unterstützt von SPS und DPS die Einleitung eines Amtsenthebungsverfahrens gegen Staatspräsident Ćosić wegen Verletzung der Verfassung. Beide Kammern der Bundesversammlung setzten Ćosić ab und wählten am 25. Juni den bisherigen Parlamentspräsidenten des serbischen Parlaments Zoran Lilić (SPS) zum neuen jugoslawischen Staatspräsidenten. Der Führer der Serbischen Erneuerungsbewegung (SPO) Vuk Drašković wurde zeitweise verhaftet und schwer misshandelt.

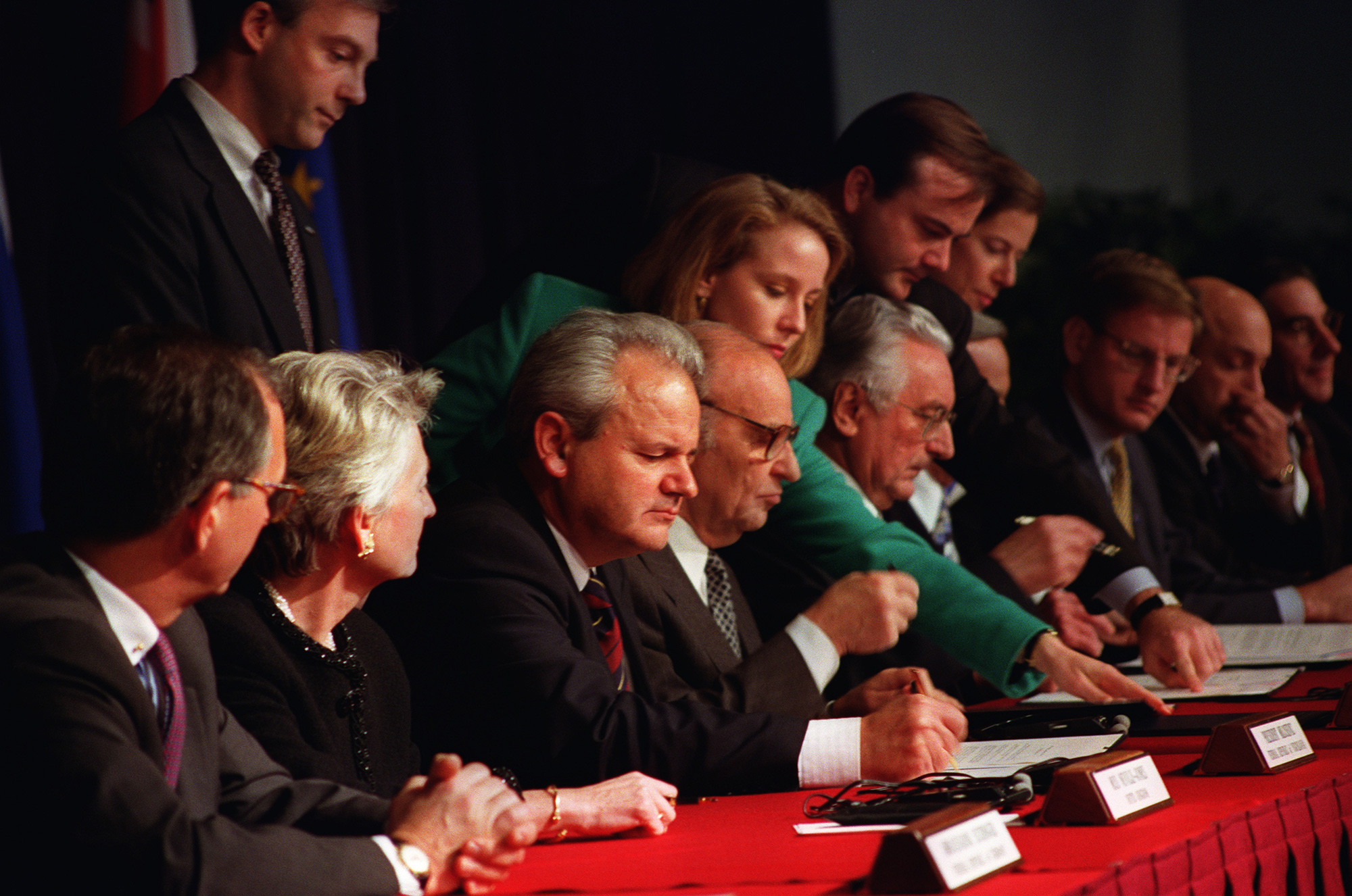
Der serbische Präsident Milošević und die Präsidenten Tuđman (Kroatien) und Izetbegović (Bosnien und Herzegowina) bei der Unterzeichnung des Dayton-Abkommens

Nachdem die bosnischen Serben den Friedensplan für Bosnien-Herzegowina im August 1994 abgelehnt hatten, stellte die jugoslawische Regierung am 4. August die Waffenlieferungen an die Rebellen der bosnischen Serben ein und brach die politischen und wirtschaftlichen Beziehungen ab. Nur die Lieferung von humanitären Gütern war hiervon ausgenommen. Die Sanktionen der UN wurden zunächst gelockert. Ab 16. September 1994 begann die Stationierung von UN-Beobachtern an der Grenze zwischen Jugoslawien und Bosnien-Herzegowina, nachdem die jugoslawische Führung der Überwachung zugestimmt hatte. Nach der Einnahme der zuvor von Serben kontrollierten Krajina durch die kroatische Armee Anfang August 1995 flüchteten zahlreiche Krajina-Serben nach Jugoslawien. Nach Abschluss der Friedensgespräche unter Vermittlung der USA, der EU, Russlands und der UN in Dayton am 21. November 1995 über die Beendigung des Bosnienkrieges setzte der UN-Sicherheitsrat die Sanktionen gegen Jugoslawien am 23. November aus und hob sie später vollends auf. Das Friedensabkommen von Dayton wurde am 14. Dezember 1995 in Paris unterzeichnet.
Die Beziehungen zur Republik Kroatien wurden Anfang 1996 normalisiert; am 8. April schlossen Jugoslawien und Mazedonien ein Abkommen über die Normalisierung der Beziehungen. In der ersten Jahreshälfte 1996 normalisierten die EU-Mitgliedstaaten ihre Beziehungen zu Jugoslawien. Am 16. April nahmen Großbritannien und Österreich, am 17. April Deutschland diplomatische Beziehungen auf.

Vuk Drašković, einer der Oppositionsführer bei den Parlamentswahlen 1996

Am 3. November 1996 fanden Wahlen zur Kammer der Bürger sowie Kommunalwahlen in beiden Teilrepubliken statt. Die SPS kam gemeinsam mit dem Bündnis Jugoslawische Linke (JUL) von Miloševićs Ehefrau Mirjana Marković und der Partei Neue Demokratie auf 64 Sitze; zusammen mit der Sozialistischen Partei Montenegros (DPS) erhielten sie eine Mehrheit. Das Oppositionsbündnis Zajedno aus der SPO von Vuk Drašković, DS von Zoran Đinđić, DSS von Vojislav Koštunica und der Bürgerallianz (GSS) von Vesna Pešić kam auf 22 Sitze; die SRS von Vojislav Šešelj erhielt 16 Mandate. Weitere Sitze fielen an kleinere Parteien und Repräsentanten ethnischer Minderheiten. Kontić wurde als Ministerpräsident bestätigt und bildete eine Koalitionsregierung aus der Allianz des Serbischen Linksbündnisses und der DPS. Im zweiten Wahlgang der Kommunalwahlen in Serbien am 17. November 1996 gewann das Oppositionsbündnis Zajedno in 15 von 18 großen Städten. Daraufhin wurden zahlreiche Wahlergebnisse annulliert und am 27. November Neuwahlen durchgeführt, die von Zajedno wegen befürchteter Wahlfälschungen boykottiert wurden. Bei den Neuwahlen siegten wieder die bisherigen Amtsinhaber. Es begannen Massenproteste gegen die Kommunalwahlergebnisse. In einem Bericht der OSZE vom 27. Dezember 1996 wurde festgestellt, dass die Opposition in 13 von 18 Großstädten und 9 von 16 Wahlbezirken in Belgrad gesiegt hatte. Am 3. Januar 1997 erkannte die serbische Führung den Wahlsieg der Opposition nur teilweise an, darunter in der Hauptstadt Belgrad und in Niš. Erst nach weiteren Protesten verabschiedete das serbische Parlament am 11. Februar ein Sondergesetz zur Anerkennung der Kommunalwahlergebnisse vom 17. November 1996. Das Oppositionsbündnis Zajedno zerbrach nach einigen Monaten aufgrund von inneren Gegensätzen und Streitereien.
Anfang Juli 1997 trat der serbische Republikspräsident Milošević zurück, wurde am 15. Juli 1997 zum Staatspräsidenten Jugoslawiens gewählt und am 23. Juli vereidigt. Dabei war er weiterhin der mächtigste Politiker Jugoslawiens. Der bisherige jugoslawische Staatspräsident Lilić unterlag in der Stichwahl zum serbischen Präsidenten am 5. Oktober dem nationalistischen Herausforderer Vojislav Šešelj. Da jedoch die Wahlbeteiligung zu gering war, war die Wahl ungültig. Bei der Wiederholung der Wahl am 7. Dezember trat der jugoslawische Außenminister Milan Milutinović (SPS) an, wurde in der Stichwahl am 27. Dezember gewählt und am 29. Dezember in sein Amt eingeführt.

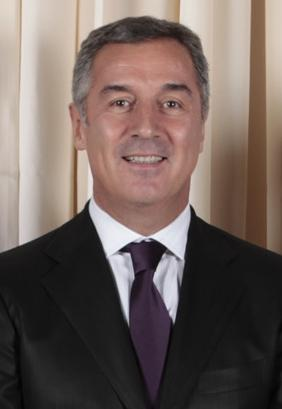
Milo Đukanović, montenegrinischer Präsident seit 1998

In der jugoslawischen Teilrepublik Montenegro kam es zu einem Machtkampf innerhalb der Demokratischen Partei der Sozialisten Montenegros (DPS) zwischen dem Präsidenten, Parteivorsitzenden und engen Verbündeten Miloševićs Momir Bulatović und Ministerpräsident Milo Đukanović. Am 11. Juli 1997 wurde Bulatović als Parteichef gestürzt und von Đukanović abgelöst. Bulatović trat aus der DPS aus und gründete die Sozialistische Volkspartei (SNP), die sich eng an die Sozialistische Partei Serbiens (SPS) anschloss. Bei der Präsidentenwahl in Montenegro am 5. Oktober trat Đukanović gegen Amtsinhaber Bulatović an und gewann am 19. Oktober 1997 die Stichwahl. Im Februar 1998 trat er sein Amt als Präsident der Republik Montenegro an. Er beauftragte den parteilosen Filip Vujanović als Ministerpräsidenten mit der Bildung einer neuen Regierung aus DPS und Sozialdemokraten (SDP). Die neue montenegrinische Führung strebte eine größere Selbstständigkeit gegenüber der Bundesregierung und Serbien an. Zum 1. Januar 1999 beschloss Montenegro die Einführung der Deutschen Mark als Währung sowie die Errichtung einer eigenen Zollgrenze.
Am 28. November 1997 trat im Kosovo die UÇK bei dem Begräbnis eines von Polizisten erschossenen albanisch-kosovarischen Lehrers erstmals in der Öffentlichkeit auf. Die serbische Sonderpolizei MUP griff im Februar 1998 mehrere Dörfer in der Region Drenica an, um UÇK-Anführer zu töten. Dabei kam es zum Massaker von Drenica. Es kam im März zu weiteren Massakern mit vielen Opfern. Es brach ein bewaffneter Konflikt zwischen den jugoslawischen und serbischen Sicherheitskräften und der albanischen Widerstandsgruppe UÇK auf der anderen Seite aus (siehe Kosovokrieg). Die OSZE und die Kosovo-Kontaktgruppe riefen beide Seiten zur friedlichen Lösung des Konflikts auf. Der UN-Sicherheitsrat beschloss in der Resolution 1160 ein Embargo gegen die Bundesrepublik Jugoslawien und forderte Verhandlungen, um eine Lösung des Kosovo-Konflikts zu erreichen. In einem Referendum lehnten die serbischen Bürger im April jede internationale Vermittlung ab.
Auf Betreiben des jugoslawischen Staatspräsidenten Slobodan Milošević wurde am 19. Mai der jugoslawische Ministerpräsident Radoje Kontić durch das jugoslawische Parlament gestürzt. Staatspräsident Milošević berief am 21. Mai 1998 Momir Bulatović zum neuen Ministerpräsidenten, dem das Parlament das Vertrauen aussprach. Die Regierung der Teilrepublik Montenegro erkannte weder das jugoslawische Parlament noch die jugoslawische Regierung Bulatović an und ging auf Distanz zur BR Jugoslawien und Serbien. Am 31. Mai gewann die DPS in einem Bündnis mit den Sozialdemokraten (SDP) die vorgezogenen Parlamentswahlen in Montenegro. Die jugoslawische Bundesregierung erkannte die Parlamentswahlen in Montenegro nicht an. Die Zusammensetzung in der Kammer der Republiken veränderte sich durch die Wahlen.
Im Juni verschärfte sich der Bürgerkrieg im Kosovo. Am 23. September 1998 verabschiedete der UN-Sicherheitsrat die Resolution 1199, in der er die Gewalt der jugoslawischen Armee und serbischer Sicherheitskräfte verurteilte und die Kosovo-Albaner zum Verzicht auf Gewalt und zum freien Zugang von humanitären Organisationen im Kosovo aufrief. Ein UN-Mandat zur militärischen Durchsetzung einer humanitären Hilfsaktion lehnte er aber ab. Die NATO forderte in einem Ultimatum bis zum 13. Oktober 1998 den Rückzug großer jugoslawischer Truppenkontingente und schwerer Waffen aus Kosovo unter Androhung von Luftangriffen. Der jugoslawische Staatspräsident Slobodan Milošević stimmte einer Waffenruhe und dem Rückzug der Armee bis auf wenige Einheiten und serbischer Sicherheitskräfte aus dem Kosovo in der Holbrook-Milošević-Vereinbarung zu. Die Armee zog schwere Waffen aus dem Kosovo zurück. Die OSZE entsandte 2.000 Beobachter zur Überwachung der Waffenruhe. Nachdem die Friedensverhandlungen in Rambouillet Februar bis März 1999 an der Ablehnung des Rambouillet-Abkommens durch die jugoslawische Delegation gescheitert waren, richtete die NATO am 19. März ein Ultimatum an die Bundesrepublik Jugoslawien zur Annahme des Rambouillet-Abkommens. Die kosovo-albanische Delegation unterschrieb am 18. März 1999 das Rambouillet-Abkommen, dieses sah bei Verbleib des Kosovo als Bestandteil der jugoslawischen Republik Serbien mit umfassender Autonomie, die NATO-Truppen sollten im Kosovo stationiert werden und für die Sicherheit sorgen, die UÇK sollte entwaffnet werden. Die OSZE zog ihre Beobachter am 22. März aus dem Kosovo zurück. Die NATO begann am 24. März mit Luftangriffen gegen Jugoslawien. Die jugoslawische Armee verlegte mehr Einheiten in das Kosovo. Am 9. Juni stimmte der jugoslawische Staatspräsident Slobodan Milošević dem Friedensplan der G-8-Gruppe vom 6. Mai 1999 zu. Die jugoslawische Armee und die serbischen Sicherheitskräfte sollten sich aus dem Kosovo zurückziehen. Die NATO setzte ab 10. Juni die Luftangriffe aus. Am gleichen Tag beschloss der UN-Sicherheitsrat die Resolution 1244: Die UN errichtete eine zivile Übergangsverwaltung der UMNIK, die von der NATO geführte KFOR mit russischer Beteiligung übernahm mit UN-Mandat die militärische Kontrolle im Kosovo, die Provinz blieb jedoch weiterhin Teil Jugoslawiens und der Republik Serbien. Am 12. Juni begann die Stationierung der KFOR, die jugoslawische Armee und die serbischen Sicherheitskräfte zogen sich zurück. Die DM wurde als Währung im Kosovo eingeführt. Der UN-Sicherheitsrat hob das Embargo gegen Jugoslawien auf, die EU und westliche Staaten erhielten jedoch Sanktionen aufrecht, da das Regime Milošević noch an der Macht war. Jedoch wurden Lebensmittel an die Zivilbevölkerung geliefert.
Im Juli 1999 begannen Demonstrationen der serbischen Opposition gegen die jugoslawische sozialistische Regierung. 2000 wurde die jugoslawische Verfassung geändert. Die Direktwahl des Staatspräsidenten durch das Volk für eine vierjährige Amtszeit wurde eingeführt. Am 24. September 2000 fanden die Präsidentenwahl und die Wahl zur Kammer der Bürger statt. Nach Angaben amtlicher Stellen erzielte der Kandidat des Wahlbündnisses Demokratische Opposition Serbiens (DOS) Vojislav Koštunica im ersten Wahlgang mit 48,22 % die meisten Stimmen, verfehlte aber die absolute Mehrheit gegen den amtierenden Präsidenten Milošević, woraufhin eine Stichwahl nötig wurde. Wahlbeobachter der OSZE und große Teile der Bevölkerung sahen Koštunica demgegenüber mit mehr als 50 % als deutlichen Wahlsieger. Für den 8. Oktober wurde eine Stichwahl zwischen Koštunica und Milošević angeordnet. Bei den Wahlen zur Kammer der Bürger erreichte die DOS 59 Sitze, die vereinigte Liste der SPS und JUL 44 Sitze, die Sozialistische Volkspartei Montenegros (SNP) von Bulatović 28 und die nationalistische SRS von Vojislav Šešelj 3 Sitze, die Serbische Volkspartei (SNS) und sonstige Vertreter erhielten jeweils 2 Sitze der 138 Sitze. Die DPS der montenegrinischen Präsidenten Đukanovic boykottierte die Wahlen. Am 2. Oktober brachen Massenproteste und ein Generalstreik in Serbien gegen die angeblichen Wahlfälschungen und die Stichwahl am 8. Oktober aus. Der Kandidat Koštunica kündigte den Boykott der Stichwahl an. Am 4. Oktober wurde an amtlichen Stellen die Ungültigkeit der Präsidentenwahl und das Verbleiben des amtierenden Präsidenten Milošević im Amt bis zum Ablauf der regulären Amtszeit im Juni 2001 verkündet. Daraufhin kam es am 5. Oktober in Belgrad zu einem Volksaufstand. Serbische Polizei stand vor dem jugoslawischen Parlamentsgebäude einer großen Menge Demonstranten gegenüber. Der Aufstand verlief friedlich und zahlreiche Polizisten solidarisierten sich mit den Demonstranten; das Parlamentsgebäude wurde gestürmt. Daraufhin wurde Milošević gestürzt und verzichtete auf sein Amt; er erkannte den Wahlsieg Vojislav Koštunica (DOS) an. Am 7. Oktober wurde Vojislav Koštunica als jugoslawischer Staatspräsident vereidigt und trat sein Amt an.
Erst nach dem Sturz Slobodan Miloševićs im Oktober 2000 und der Amtseinführung seines Nachfolgers Vojislav Koštunica wurde Jugoslawien zum November 2000, nachdem es sich wie gefordert neu beworben hatte, wieder in die UNO aufgenommen. Am 4. November berief Staatspräsident Koštunica Zoran Žižić (SNP) aus Montenegro zum Ministerpräsidenten. Er wurde vom Parlament bestätigt und bildete eine Koalition aus der Sozialistischen Volkspartei Montenegros (SNP) und dem Wahlbündnis DOS. Die vereinigte Liste aus Serbischer Sozialistischer Partei (SPS) und JUL gingen in die Opposition. Die EU und zahlreiche westliche Staaten hoben die meisten Sanktionen gegen die BR Jugoslawien auf und nahmen wieder diplomatische Beziehungen auf. Die Bundesrepublik schloss mit der EU den Balkan-Stabilitätspakt. Nach den serbischen Parlamentswahlen im Dezember 2000 wurde im Januar 2001 Zoran Đinđić zum serbischen Ministerpräsidenten gewählt und begann mit dem Umbau des Staates. Die DOS kam auf 176 Sitze und erzielte eine Zweidrittelmehrheit. Bei den vorgezogenen montenegrinischen Parlamentswahlen am 22. April 2001 erzielte die Regierung aus DPS und Sozialdemokraten (SDP) gemeinsam mit anderen Parteien, die für die Eigenständigkeit Montenegros eintraten, 36 Sitze, das Bündnis Gemeinsam für Jugoslawien aus SNP und anderen kam auf 33 Sitze, die Liberale Allianz (LS) 6 Sitze und sonstige 2 Sitze. Die EU konnte die Unabhängigkeit Montenegros verhindern. Der ehemalige jugoslawische Staatspräsident Slobodan Milošević wurde am 1. April 2001 verhaftet. Die serbische Regierung lieferte ihn am 28. Juni 2001 an den Internationalen Strafgerichtshof für das ehemalige Jugoslawien in Den Haag aus. Dort wurde er als Kriegsverbrecher angeklagt. Wegen der Auslieferung Miloševićs kam es zu Streit zwischen der jugoslawischen Bundesregierung und der serbischen Regierung. Der jugoslawische Ministerpräsident Zizic trat am 29. Juni zurück. Zu seinem Nachfolger wurde am 24. Juli Dragiša Pešić (SNP) berufen und vom Parlament bestätigt. Im August 2001 trat die Demokratische Partei Serbiens DSS von Staatspräsident Koštunica aus der DOS aus. Der jugoslawische Staatspräsident Koštunica und der serbische Ministerpräsident Đinđić gerieten immer mehr in Gegensatz zueinander. Am 1. Januar 2002 löste der Euro die DM als Währung in Montenegro und im Kosovo ab. Ende 2001 fanden Wahlen zu einem Parlament im Kosovo statt. Im März 2002 wurde Ibrahim Rugova LDK zum Präsidenten des Kosovo gewählt. 2002 trat die Demokratische Partei (DS) des serbischen Ministerpräsidenten Đinđić aus der jugoslawischen Koalitionsregierung aus. Bei den Präsidentschaftswahlen in Serbien am 29. September und 13. Oktober und am 1. Dezember und 15. Dezember war die Wahlbeteiligung unter 50 %, damit waren die Wahlen ungültig. Nach Ablauf der Amtszeit von Präsident Milutinović am 27. Dezember 2002 blieb das Amt unbesetzt. In der jugoslawischen Republik Montenegro fanden im Oktober 2002 vorgezogene Parlamentswahlen statt, bei denen die Regierungsparteien DPS und Sozialdemokraten im Bündnis für Montenegro bestätigt wurden. Der bisherige Präsident Đukanović kandidierte als Spitzenkandidat. Bei den Präsidentschaftswahlen im Dezember 2002 in beiden Wahlgängen beteiligten sich weniger als 50 %, damit waren die Wahlen ungültig. Im Februar 2003 wurde Milo Đukanović zum Ministerpräsidenten Montenegros berufen.
Mit der Annahme einer neuen Verfassung im Jahre 2003 benannte sich die Bundesrepublik Jugoslawien um in „Serbien und Montenegro“. Dies wurde unter EU-Vermittlung am 14. März 2002 in einem Vertrag zwischen der Regierung Jugoslawiens und den beiden Republiken Serbien und Montenegro vereinbart.

### Serbien und Montenegro

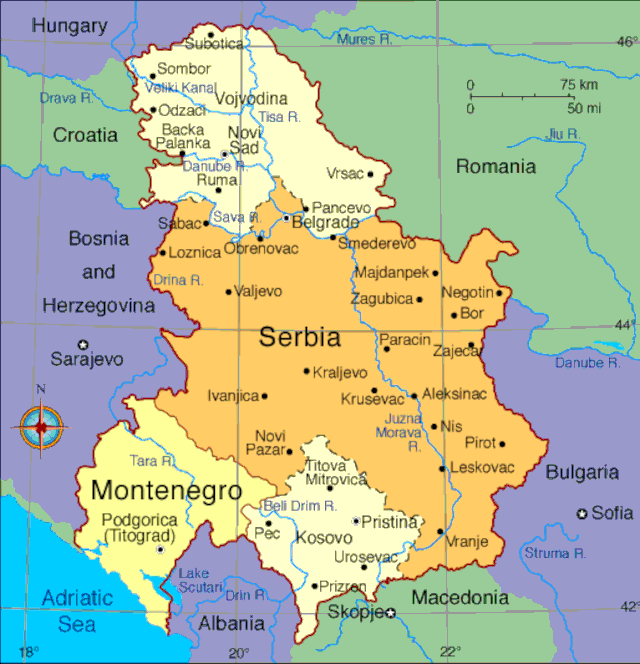
Serbien und Montenegro mit den Autonomen Provinzen Vojvodina und Kosovo und Metochien (1997)

Die Staatengemeinschaft Serbien und Montenegro ersetzte am 4. Februar 2003 die bis dahin bestehende Bundesrepublik Jugoslawien. Diese Umwandlung trat durch Parlamentsbeschluss in Kraft.
Die Mitgliedstaaten dieser Staatenunion, eines sehr losen, staatenbundähnlichen Zusammenschlusses, bei dem nahezu alle Kompetenzen bei den Teilstaaten lagen, waren keine eigenständigen Mitglieder der UNO, sondern hatten in der Generalversammlung den gemeinsamen Sitz der bisherigen Bundesrepublik Jugoslawien inne.
Es bestand ein gemeinsames Parlament, die sogenannte „скупштина“ (Skupština Srbije i Crne Gore – Versammlung von Serbien und Montenegro) mit 126 Abgeordneten und einigen weiteren gemeinsamen Institutionen wie ein gemeinsamer Präsident und ein gemeinsamer Ministerrat, der fünf Ministerien umfasste (Verteidigung, Außenpolitik, Außenwirtschaftliche Beziehungen, Binnenwirtschaftliche Harmonisation, Bürger- und Minderheitenrechte). Das serbisch-montenegrinische Parlament tagte in Belgrad; das Verfassungsgericht hatte seinen Sitz in Podgorica. Staatsflagge und Staatswappen wurden von der Bundesrepublik Jugoslawien übernommen, die Staatshymne war weiterhin jene der Sozialistischen Föderativen Republik Jugoslawien.
Am 7. März 2003 wählte die Versammlung von Serbien und Montenegro den Montenegriner Svetozar Marović (DPS) zum Präsidenten des Staatenbundes Serbien-Montenegro, der auch die Funktion des Regierungschefs übernahm.
Am 4. März 2005 lief das Mandat der Abgeordneten der Unionsversammlung aus. Die Teilrepubliken hatten sich zuvor nicht über eine Neuwahl einigen können. Seitdem war der Status des Parlaments ungeklärt; jedenfalls war damit ein Teil der Verfassungscharta von 2003 faktisch außer Kraft gesetzt.
Die Teilstaaten hatten jeweils eine eigene Wirtschaftspolitik und Währung. Im Zuge der Umgründung wurde der ehemalige „Jugoslawische Neue Dinar“ (YUM) in Serbischer Dinar (CSD) umbenannt und von Serbien mit unveränderten Umrechnungskursen als Landeswährung übernommen. Montenegro führte nach jahrelanger Verwendung der Deutschen Mark den Euro als gesetzliches Zahlungsmittel ein.
Zwischen beiden Ländern bestanden bereits seit längerem Zollkontrollen.
Am 21. Mai 2006 votierte die montenegrinische Bevölkerung in einem Referendum mit 55,5 Prozent Ja-Stimmen (Wahlbeteiligung 86,3 %) für die Eigenstaatlichkeit des Landes. Damit wurde die von der Europäischen Union geforderte Marke von 55 Prozent der Ja-Stimmen erreicht. Gleich am Tag nach der Abstimmung teilte der EU-Außenbeauftragte Javier Solana mit, dass die Europäische Union die Entscheidung der Mehrheit der montenegrinischen Bevölkerung für einen unabhängigen Staat „voll respektieren“ werde. Am 3. Juni 2006 wurde die Entscheidung vom Parlament Montenegros offiziell bestätigt und die Unabhängigkeit des Landes erklärt. Dies besiegelte das Ende der staatlichen Gemeinschaft Serbien und Montenegro.
Das serbische Parlament verabschiedete am 5. Juni seinerseits eine Deklaration, in der das Ende der Existenz von Serbien-Montenegro festgestellt wurde; es erklärte Serbien zum völkerrechtlichen Rechtsnachfolger der Union. Die staatlichen Institutionen Serbiens wurden aufgefordert, binnen 45 Tagen die Aufgaben der Union zu übernehmen. Gemäß der Verfassungscharta von Serbien-Montenegro ist Serbien alleiniger Rechtsnachfolger der Union, während Montenegro als jener Teilstaat, der aus der Union ausgetreten ist, alle international gültigen Verträge selbst neu abschließen muss.

## Geographie
Die Union Serbien und Montenegro lag in Südosteuropa; sie wurde von den traditionellen Transitstrecken von Mitteleuropa nach Griechenland und in die Türkei durchzogen. Hinzu kamen 591 km Anteil an der Donau, die den Wasserweg zwischen dem Schwarzen Meer und Mittel- und Nordeuropa bildet.
Serbien und Montenegro grenzte an Albanien, Mazedonien, Bulgarien, Rumänien, Ungarn, Bosnien und Herzegowina und Kroatien. Über die montenegrinische Küste bestand außerdem ein Zugang zum Adriatischen Meer.

### Naturraum
Der Norden des Landes wurde von der Provinz Vojvodina gebildet, die zum Pannonischen Becken gehört und ein fruchtbares Tiefland bildet. Die Vojvodina wurde von der Save (Sava) und einem Teil der Donau (Dunav) vom Rest des Landes abgetrennt. Die Donau und die Theiß (Tisa) spalten die Provinz in die drei Regionen Batschka (Bačka), Banat und Syrmien (Srem). In Syrmien erstreckt sich am Südufer der Donau die bis zu 539 m hohe Hügelkette Fruška Gora. An der Grenze zu Rumänien steigen die westlichen Ausläufer des Banater Berglands bis zu 641 m an.
Die Gebiete südlich von Donau und Save sind im Gegensatz zur Vojvodina maßgeblich durch einen Hügelland- und Gebirgscharakter geprägt. Allerdings bildet das Morava-Tal in Serbien eine Schneise zwischen dem Dinarischen Gebirgssystem im Westen und dem Karpaten-Balkan-Gebirgsbogen im Osten. Somit verfügte Serbien und Montenegro über natürliche Verkehrswege nach Griechenland über die Täler der Südlichen Morava (Južna Morava) und des Vardar in Mazedonien sowie in die Türkei über das Nišava-Tal und die Thrakische Tiefebene in Bulgarien. Auch die damalige Provinz Kosovo war über das Ibar-Tal mit dem Rest Serbiens verbunden.
Anders verhielt es sich mit der Verbindung zwischen den beiden Republiken Montenegro und Serbien. Während die Šumadija – zwischen Belgrad, der Morava und der Westlichen Morava (Zapadna Morava) gelegen – sich noch durch sanfte Hügel auszeichnet, bilden Richtung Südwesten höher werdende Gebirgsketten und tiefe Täler und Schluchten schwer überwindbare Barrieren zwischen Serbien und Montenegro. Die Tara-Schlucht im Norden Montenegros ist mit über 1000 Metern die tiefste Schlucht Europas. Südlich dieser Schlucht liegt die Wasserscheide zwischen Adria und Schwarzem Meer. Sie verläuft über die mehr als 2000 m aufragenden Gebirgszüge Golija, Sinjajevina und Komovi. Von annähernd 1900 Metern fällt das dinarische Gebirgssystem in die fjordartige Bucht von Kotor zur Adria hin ab. Aufgrund des weit verbreiteten Kalkgesteins zeigt sich eine starke Verkarstung der Gebirgslandschaft.
Die höchste Erhebung des Landes war die 2.656 m hohe Đaravica an der Grenze zwischen Albanien und der Provinz Kosovo.
Die wenigen ebenen Flächen südlich von Donau und Save beschränken sich auf das nördliche Morava-Tal, das Amselfeld (Kosovo polje) und die Podrima in Kosovo und die Ebene von Zeta im Süden Montenegros.

### Klima
An der montenegrinischen Küste herrscht mediterranes Klima mit einer mittleren Temperatur von 25 °C im Sommer und 5 bis 9 °C im Winter. Das Binnenland ist dagegen von einem kontinentalen Klima mit heißen Sommern (mittlere Temperatur 22 °C) und kalten Wintern (mittlere Temperatur −1 °C) bestimmt. Der durchschnittliche Jahresniederschlag im Tiefland beträgt etwa 500 mm, in höheren Lagen 800 bis 1.600 mm.

## Bevölkerung

Bevölkerungsdichte

Serbien und Montenegro war ein ethnisch vielfältiger Staat. Allein in der Provinz Vojvodina werden über 26 Nationalitäten gezählt. Nur 67,6 % der Bevölkerung gehörten 1991 einer der beiden staatsbezeichnenden Nationen (Serben 62,6 %; Montenegriner 5 %) an.
Die bedeutendste Minderheit im Lande bildeten die Albaner, die vor allem in der Provinz Kosovo i Metohija, aber auch in angrenzenden Gemeinden in Zentralserbien und entlang der albanisch-montenegrinischen Grenze leben. Sie stellten 16,5 % der Gesamtbevölkerung Serbien und Montenegros.
Als weitere große Minderheiten tauchten Jugoslawen (3,37 %), Ungarn (3,32 %), Bosniaken oder Muslime (3,23 %), Roma (1,38 %) und Kroaten inkl. Bunjewatzen (1,28 %) auf. Außerdem gab es Minderheiten von Slowaken, Rumänen, Mazedoniern, Bulgaren, Ruthenen, Walachen, Türken, Deutschen, Tschechen, Russen u. a.

### Volkszählung 2002

Ethnische Mehrheitsgebiete

Verbreitung der Serben

Da die unter UN-Verwaltung stehende Provinz Kosovo und Metochien von der Volkszählung von 2002 ausgeschlossen blieb, wurden vorab noch Daten von 1991 genannt. Im Vergleich mit den Ergebnissen von 1991 zeigt die Volkszählung von 2002 einen dramatischen Rückgang von Personen an, die sich bezüglich ihrer Ethnizität als „Montenegriner“ bezeichnen. Es zeigt sich eine Spaltung in solche, die an der montenegrinischen Nationalität festhalten und in diejenigen, die auf diese zugunsten der serbischen Nationalität verzichten.
Eine weitere sehr augenfällige Veränderung zeigt sich in Ostserbien. Die Anzahl der sogenannten Walachen in Serbien stieg von knapp 18.000 im Jahr 1991 auf 40.000 im Jahr 2002.
Abgesehen von dieser Ausnahme sind die Zahlen bei den ethnischen Minderheiten generell rückläufig – ein Prozess, der schon das ganze 20. Jahrhundert angedauert hat, aber sich durch nationalistischen Druck, vor allem aber durch die desolaten wirtschaftlichen Verhältnisse der letzten Jahre, beschleunigt haben mag.
Hinzu kommt in manchen Gegenden eine Verschiebung der ethnischen Mehrheitsverhältnisse durch die Einwanderung mehrerer Hunderttausend serbischer Kriegsflüchtlinge aus Kroatien und Bosnien und Herzegowina zwischen 1991 und 1995 und aus der Provinz Kosovo und Metochien nach 1999.
Demnach dürfte sich auch das ethnische Bild der Provinz Kosovo und Metochien, in der die Volkszählung nicht durchgeführt werden konnte, stark verändert haben. Gerade in den Gebieten, in denen schon vor 1999 die Albaner die Bevölkerungsmehrheit gestellt hatten, dürfte sich die ethnische Zusammensetzung in Richtung einer albanischen Homogenität entwickelt haben. Vor 1999 gab es neben der serbischen Minderheit auch eine starke Minderheit von Roma, zwei Siedlungsgebiete von Kroaten bei Lipljan und Vitina, sowie eine Gruppe von Türken. Der Bevölkerungsanteil der Goranen, einer serbischsprachigen muslimischen Volksgruppe, dürfte zumindest in der Großgemeinde Dragaš stabil geblieben sein.

## Verwaltungsgliederung

Politische Gliederung

Die beiden Republiken Montenegro und Serbien gliederten sich insgesamt in 197 Großgemeinden (opštine, Einzahl opština). 176 davon lagen in Serbien, während Montenegro aus 21 Großgemeinden bestand. Serbien war zusätzlich in 30 Bezirke (okruzi, Einzahl okrug), die jeweils mehrere Großgemeinden umfassten, eingeteilt. Zu Serbien gehörten außerdem die beiden autonomen Provinzen (autonomne pokrajine, Einzahl autonomna pokrajina) Vojvodina und Kosovo i Metohija.
| Name                                                               | Hauptstadt | Flagge | Wappen |
| ------------------------------------------------------------------ | ---------- | ------ | ------ |
| Bundesrepublik Jugoslawien/Staatenunion von Serbien und Montenegro | Belgrad    |        |        |
| Republik Serbien                                                   | Belgrad    |        |        |
| Republik Montenegro                                                | Podgorica  |        |        |

## Wirtschaft
Serbien und Montenegro war wirtschaftlich eines der schwächsten Länder auf dem Balkan. Das Nettodurchschnittseinkommen betrug im Juli 2005 250 Euro monatlich (3000 Euro Jahreseinkommen). Die Auslandsverschuldung betrug 2004 etwa 9,75 Mrd. Euro.
Landwirtschaft wurde dank der hohen Mechanisierung meist im Nebenerwerb betrieben. Die Bodenschätze (Braunkohle, Kupfererze, Bauxit, Erdöl und -gas) waren die Basis für die Schwerindustrie, die jedoch durch das 1996 aufgehobene Embargo empfindlich geschädigt wurde. Die Arbeitslosenquote lag zuletzt bei 20 % (Stand: 2005).
Seit dem Jahr 2004 zog Serbien und Montenegro ausländische Firmen an, wie zum Beispiel Mercator (Einzelhandel), dm-drogerie markt, Metro AG sowie zahlreiche Banken.
Repräsentanten der serbischen und italienischen Autohersteller Zastava und Fiat unterzeichneten in Turin ein Abkommen über die Lizenz und Fertigung des Punto im Zastava-Werk in Kragujevac.

## Sport
Olympiamannschaften von Serbien und Montenegro nahmen an den Olympischen Sommerspielen 2004 in Athen und den Olympischen Winterspielen 2006 in Turin teil. Im olympischen Wasserball-Turnier der Männer gewann die Auswahl des Landes in Athen die Silbermedaille. Die einzige olympische Einzelmedaille in der Geschichte von Serbien und Montenegro – eine Silbermedaille – gewann die Sportschützin Jasna Šekarić, die auch schon für die SFR und die Bundesrepublik Jugoslawien erfolgreich gewesen war.
Die serbisch-montenegrinische Fußballnationalmannschaft nahm an der Weltmeisterschaft 2006 in Deutschland teil, bei der sie nach der Gruppenphase ausschied. Die Teilnahme Serbien-Montenegros war insofern ein Kuriosum, als der Staat zu Beginn der WM gar nicht mehr bestand. Da sich das Team aber als „Serbien-Montenegro“ qualifiziert hatte, bestand die FIFA darauf, dass es als solches bei der WM antritt. Derselbe Fall war bei der Basketball-Weltmeisterschaft 2006 und der Volleyball-Weltmeisterschaft 2006. Dort trat auch noch einmal eine gemeinsame Mannschaft beider Staaten auf.